# Cueva de Arlanpe
Arlanpe es un yacimiento arqueológico situado en Lemona (Vizcaya, España) en el cual se han documentado ocupaciones humanas del Achelense Superior, Solutrense, Magdaleniense, Edad del Bronce y Bajo Imperio romano.

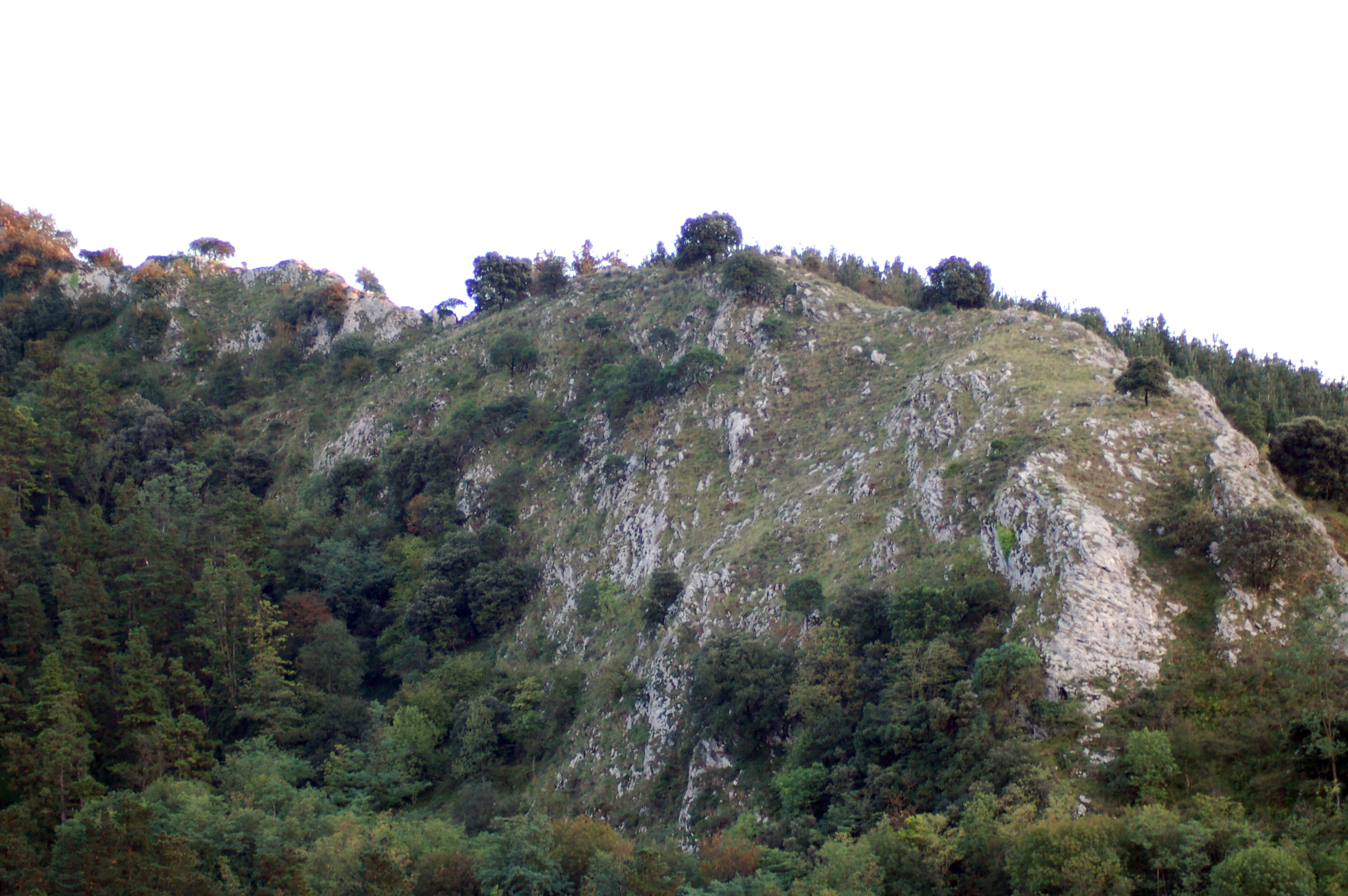
Vista de Arlanpe

## Situación
La cueva de Arlanpe se abre en la ladera NNE de una peña caliza llamada Arlanpeko Atxa situada en el barrio de Landais del municipio vizcaíno de Lemona (coordenadas UTM: 30T 519254 4782262, 204 m.s.l.). Desde su actual entrada se visualiza el tramo final del río Arratia en su confluencia con el río Ibaizábal.

## Historia

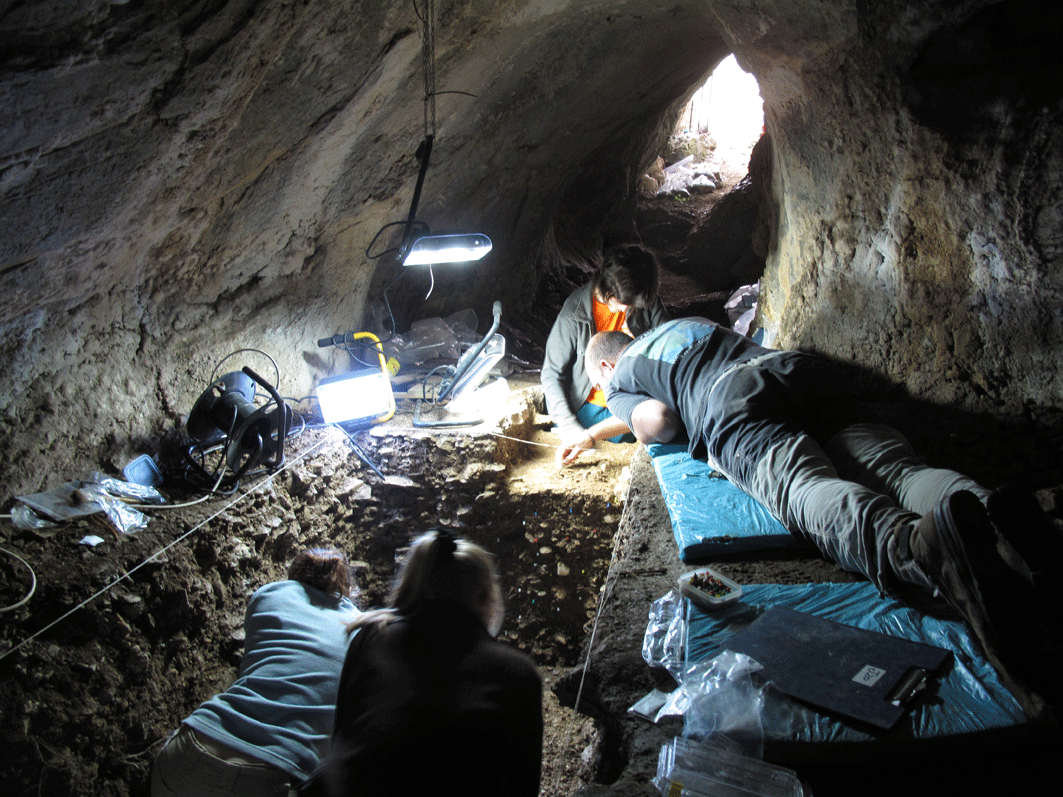
Proceso de excavación en Arlanpe

El yacimiento de Arlanpe se descubrió en el año 1961 por los espeleólogos Xabier Zumalde e Ignacio Espinosa miembros del Alegría Club de Amorebieta. Fruto de este descubrimiento se recuperaron unos escasos materiales en una cata de la entrada que posteriormente José Miguel de Barandiarán definió como “de aspecto inferopaleolítico”. Este yacimiento supuso a partir de ese momento la única referencia a posibles ocupaciones del Paleolítico Inferior en la provincia de Vizcaya y sin embargo cayó en el olvido para la comunidad de arqueólogos, llegando incluso a ser confundida en la carta arqueológica por otra cueva (Arlanpe II) situada a más de 100 metros de la original.
En 2006 la cueva fue objeto de una revisión y una prospección mediante sondeos en la cual se evaluó el interés arqueológico del sitio. Desde 2007 el yacimiento es objeto de un proyecto de investigación pluridisciplinar que, bajo la dirección de Joseba Rios-Garaizar, reúne a más de una decena de especialistas de distintos centros y universidades entre los que cabe destacar el Arkeologi Museoa de Bilbao, la Universidad del País Vasco, la Universidad de Cantabria o la Universidad de Burgos entre otras. Este proyecto cuenta con la financiación de la Diputación Foral de Bizkaia, Fundación Barandiarán, Gobierno Vasco y Ayuntamiento de Lemoa Archivado el 22 de agosto de 2010 en Wayback Machine..

## Secuencia estratigráfica
El yacimiento ha sido excavado en una extensión de unos 11 m², hasta 2010 se actuó en dos áreas situadas en la entrada y en el fondo de la cavidad. Estos trabajos han permitido recuperar dos secuencias estratigráficas disociadas en las cuales están representados los siguientes periodos:

### Achelense Superior

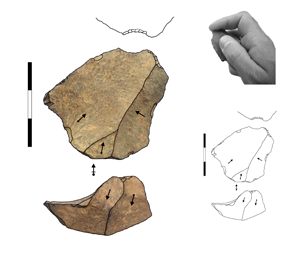
Punta Pseudo-Levallois realizada en lutita. Arlanpe nivel D

Los niveles más antiguos (Nivel D, secuencia del fondo) se remontan al último interglacial (ca. 115.000 BP) a tenor de las evidencias climáticas y culturales disponibles. En estos niveles se han encontrado abundantes restos de fauna entre los que destacan los de cabra montesa (Capra pyrenaica) y rebeco (Rupicapra sp.)La industria lítica es abundante destacando el utillaje de gran tamaño fabricado en lutita (materia prima local) contando la colección con varios bifaces. El utillaje de sílex está fabricado a partir de lascas Levallois importadas al yacimiento como útiles retocados (raederas y denticulados). Estas ocupaciones suponen, junto a Irikaitz, Lezetxiki o Mendieta I, una de las primeras evidencias de ocupación humana del País Vasco.

### Solutrense Superior Final
Se trata de ocupaciones relativamente intensas (Niveles III y II, secuencia de la entrada), en las que se han recuperado hogares, abundantes restos de industria lítica, entre los que destacan los útiles de caza (puntas foliáceas y las laminillas de dorso), industria ósea con restos de puntas, agujas, colgantes, etc. La fauna es abundante destacando de nuevo la cabra montesa y el rebeco. Estas ocupaciones han sido datadas en torno a 17.000 BP por lo que constituyen una de las referencias más recientes del Solutrense regional.

### Magdaleniense Medio
Son ocupaciones poco intensas (Niveles I, secuencia de la entrada) en las que se han recuperado un número limitado de restos de utensilios fabricados en sílex y restos de fauna. Asociado a estas ocupaciones (17.500 años), destaca un bloque de caliza, de 70 kg de peso, conocida ya como la dama de Arlanpe, en el que se encuentran representaciones esquemáticas femeninas.

### Edad del Bronce
Se han recuperado en contextos alterados (Nivel A, secuencia del fondo) y en superficie, restos humanos pertenecientes a al menos un individuo, provenientes de un enterramiento sepulcral alterado por tejones, que han sido datados en torno a 3.200 BP (1250 antes de la era común). 

### Bajo Imperio
La secuencia prehistórica aparece alterada en distintos puntos por fosas en cuyo interior se han recuperado objetos (Terra sigillata Hispánica, metal, vidrio) que permiten una adscripción al ca. Siglo IV d. C..

## Importancia
Las excavaciones recientes desarrolladas en Arlanpe están permitiendo recuperar un contexto arqueológico mediante metodologías modernas de excavación y análisis. Un ejemplo de ello es el uso de un resto de Oso pardo recuperado en el yacimiento para evaluar el grado de diversidad genética de los osos pardos actuales. 
Sin embargo el verdadero potencial del yacimiento radica en la presencia de ocupaciones del tránsito entre el Pleistoceno Medio y el Superior que van a permitir comprender mejor las formas de vida de los primeros grupos de Homo neanderthalensis en el norte de la península ibérica. Las ocupaciones solutrenses son también importantes para clarificar como y porqué se produce el tránsito entre el Solutrense y el Magdaleniense. Por último las fosas de época romana proporcionarán una información importante para enriquecer la visión que tenemos acerca de la sociedad del final del Imperio en el norte de la península ibérica.